# تسلسل OPQRST
تسلسل OPQRST هو استذكار طبي يستخدم من قبل متخصصين في المجال الطبي لتحديد الأسباب بدقة لأعراض المريض وتاريخه في حالة حدوث مرض حاد. يتم تكييفها على وجه التحديد لاستنباط أعراض نوبة قلبية محتملة. ترمز كل رسالة إلى سطر مهم من الأسئلة لتقييم المريض. يتم أخذ هذا عادةً مع العلامات الحيوية وتاريخ العينة ويتم تسجيله عادةً بواسطة الشخص الذي يقدم المساعدة، كما هو الحال في الجزء «الذاتي» من مذكرة SOAP ، للرجوع إليها لاحقًا.
يتم استخدام "PQRST" (بداية "O") في بعض الأحيان بالتزامن.
المصطلح "OPQRST-AAA" يضيف «عوامل مشددة/مخففة»، «أعراض مرتبطة»، و «سمات/تعديلات».

## الاستخدام
دلالات حروف الاستذكار هي:

### O: بداية الحدث
ما الذي كان المريض يفعله عندما بدأ (نشط، غير نشط، مضغوط، وما إلى ذلك)، ما إذا كان المريض يعتقد أن النشاط أثار الألم،  وما إذا كانت البداية مفاجئة أو تدريجية أو جزءًا من مشكلة مزمنة مستمرة.

### P: الاستفزاز أو التخفيف
سواء كانت أي حركة أو ضغط (مثل الجس) أو عامل خارجي آخر يجعل المشكلة أفضل أو أسوأ. يمكن أن يشمل ذلك أيضًا ما إذا كانت الأعراض تتراجع مع الراحة.

### Q: نوعية الألم
هذا هو وصف المريض للألم. يمكن أن تكون الأسئلة مفتوحة («هل يمكن أن تصفها لي؟») أو ما يؤدي إليها. من الناحية المثالية، سوف يستنبط هذا وصفًا لألم المريض: سواء كان حادًا أو مملًا أو سحقًا أو محترقًا أو تمزيقه أو بعض المشاعر الأخرى، إلى جانب النمط، مثل التقاطع أو الثابت أو الخفقان.

### R: المنطقة والإشعاع
عندما يكون الألم على الجسم وما إذا كان يشع (يمتد) أو ينتقل إلى أي منطقة أخرى. هذا يمكن أن يعطي مؤشرات لظروف مثل احتشاء عضلة القلب، والتي يمكن أن تشع من خلال الفك والذراعين. يمكن للآلام الأخرى المشار إليها تقديم أدلة على الأسباب الطبية الكامنة.
خطورة

### S: درجة الألم
(عادة على مقياس من 0 إلى 10). الصفر ليس ألمًا، أما العشر فهو أسوأ ألم ممكن. يمكن أن يكون هذا مقارنة (مثل «... مقارنة بأسوأ ألم واجهته على الإطلاق») أو إبداعي («... مقارنةً بامتلاك ذراعك من قبل أجنبي»). إذا تمت مقارنة الألم بحدث سابق، فقد تكون طبيعة هذا الحدث مسألة متابعة. يجب أن يقرر الطبيب ما إذا كانت النتيجة المعطاة واقعية في تجربتهم - على سبيل المثال، من المحتمل أن تكون درجة الألم 10 لإصبع القدم العنيد مبالغ فيها. قد يتم تقييم ذلك أيضًا للألم الآن، مقارنةً بالألم في وقت البدء، أو الألم أثناء الحركة. هناك طرق تقييم بديلة للألم، والتي يمكن استخدامها عندما يكون المريض غير قادر على نطق النتيجة. إحدى هذه الطرق هي أن Wong-Baker يواجه مقياس الألم.

### T: الوقت (التاريخ)
إلى متى تستمر الحالة وكيف تغيرت منذ ظهورها (أفضل، أسوأ، أعراض مختلفة)، ما إذا كان قد حدث من قبل، وما إذا كان قد تغير منذ البداية، وعندما توقف الألم إذا لم يحدث يعد يشعر حاليا.